# Schleswig-Klosterkruger Eisenbahn
| Der Bahnhof Schleswig-Altstadt ist heute ein Hotel |                      |                                       |                          |
| Strecke Schleswig-Klosterkrug–Schleswig-Altstadt 1858 bis 1869 |                      |                                       |                          |
| Streckennummer (DB): | 1010                 |                                       |                          |
| Streckenlänge: | 5 km                 |                                       |                          |
| Spurweite: | 1435 mm (Normalspur) |                                       |                          |
| |                      |                                       |                          |
| \| \| \| von Satrup und Kappeln \| \| \| \| 3,0 \| Schleswig Altstadt \| Schleswig Altstadt \| \| \| 2,2 \| Domziegelhof \| Domziegelhof \| \| \| 1,8 \| Schleihalle \| Schleihalle \| \| \| 1,5 \| Schloss Gottorf \| Schloss Gottorf \| \| \| \| Flensburg–Neumünster \| \| \| \| 0,0 \| Schleswig-Friedrichsberg \| Schleswig-Friedrichsberg \| \| \| \| nach Friedrichstadt \| \| \| \| \| von Oster-Ohrstedt \| \| \| \| \| Klosterkrug \| \| \| \| \| nach Rendsburg \| \| \| \| \| von Flensburg \| \| \| \| \| aufgegangen in Strecke nach Rendsburg \| \| \| \| \| \| \| \| Quellen: [1] \| \| \| \| |                      |                                       |                          |
| Abzweig von links und von rechts (Strecke außer Betrieb) |                      | von Satrup und Kappeln                | von Satrup und Kappeln   |
| Bahnhof (Strecke außer Betrieb) | 3,0                  | Schleswig Altstadt                    | Schleswig Altstadt       |
| Haltepunkt / Haltestelle (Strecke außer Betrieb) | 2,2                  | Domziegelhof                          | Domziegelhof             |
| Haltepunkt / Haltestelle (Strecke außer Betrieb) | 1,8                  | Schleihalle                           | Schleihalle              |
| Haltepunkt / Haltestelle (Strecke außer Betrieb) | 1,5                  | Schloss Gottorf                       | Schloss Gottorf          |
| Kreuzung (Strecke geradeaus außer Betrieb) |                      | Flensburg–Neumünster                  | Flensburg–Neumünster     |
| Bahnhof (Strecke außer Betrieb) | 0,0                  | Schleswig-Friedrichsberg              | Schleswig-Friedrichsberg |
| Kreuzung (Strecken außer Betrieb) |                      | nach Friedrichstadt                   | nach Friedrichstadt      |
| Abzweig geradeaus und von rechts (Strecke außer Betrieb) |                      | von Oster-Ohrstedt                    | von Oster-Ohrstedt       |
| Bahnhof (Strecke außer Betrieb) |                      | Klosterkrug                           | Klosterkrug              |
| Strecke (außer Betrieb) |                      | nach Rendsburg                        | nach Rendsburg           |
| Abzweig ehemals geradeaus und von links |                      | von Flensburg                         | von Flensburg            |
| |                      | aufgegangen in Strecke nach Rendsburg |                          |
| |                      |                                       |                          |
| Quellen: |                      |                                       |                          |

Die Schleswig–Klosterkruger Eisenbahn (SKE) ist eine ehemalige Bahnstrecke in Schleswig-Holstein. Sie stellte die erste Bahnverbindung der Stadt Schleswig zum überörtlichen Eisenbahnnetz dar.

## Geschichte
Die normalspurige Strecke wurde von der gleichnamigen Gesellschaft am 1. Juni 1858 eröffnet und begann in der Station Klosterkrug-Schleswig der 1854 von der Flensburg–Husum–Tönninger Eisenbahn (FHTE) eröffneten, mit ihrer Hauptstrecke gebauten Zweigstrecke Oster-Ohrstedt–Klosterkrug–Rendsburg. Sie führte in nordöstlicher Richtung des heutigen Bahnhofs Schleswig zum damaligen Bahnhof Schleswig-Friedrichsberg und weiter zur Schlei, der sie zur Altstadt von Schleswig folgte. Insgesamt war die Strecke fast fünf Kilometer lang.
Der Erbauer war der englische Bahnunternehmer Sir Samuel Morton Peto, dessen FHTE bis zum 31. Januar 1866 den Betrieb führte. Am 13. Februar 1869 ging die SKE in der neuen Schleswigschen Eisenbahn-Gesellschaft auf. Diese baute die Strecke Husum–Orstedt–Rendsburg im Abschnitt Klosterkrug–Rendsburg um auf die heutige Trasse der Hauptstrecke Flensburg–Rendsburg, also näher zur Stadt Schleswig. Dort wurde der heutige Bahnhof am 29. Dezember 1869 eröffnet.
Anschließend wurde die ursprüngliche Strecke von Ohrstedt bis südlich von Klosterkrug abgebaut. Der übrige Teil wurde in die am 15. November 1880 für den Güterverkehr eröffneten „Schleibahn“ der Schleswigschen Eisenbahn-Gesellschaft integriert, die ab dem 15. Mai 1881 Personen beförderte.
1885 ging die gut drei Kilometer lange „Schleibahn“ mit der gesamten Schleswigschen Eisenbahn in das Eigentum der Preußischen Staatsbahn über. Der Fahrplan vom 1. Mai 1897 wies täglich fünf Zugpaare auf, welche zwischen Schleswig-Friedrichsberg und Schleswig Altstadt verkehrten.
Die Strecke blieb bis zur Stilllegung am 1. Dezember 1992 stets im Eigentum der jeweiligen Staatsbahn und wurde bis 2. Oktober 1987 von der Schleswiger Kreisbahn betrieben, weil sie die Verbindung zwischen deren östlichem und westlichem Teilnetz darstellte.

## Betriebsmittel
Der Betrieb wurde mit Fahrzeugen, insbesondere Lokomotiven der Muttergesellschaft geführt (in der Tabelle mit SE gekennzeichnet), die hier zeitweilig stationiert waren und in deren Werkstatt gewartet wurden; in Klosterkrug stand nur ein einständiger Lokschuppen zur Verfügung, in dem Betriebsstoffe gelagert und einfache Werkstattarbeiten ausgeführt wurden.
Ab 1896 standen entsprechende Einrichtungen in Schleswig-Altstadt zur Verfügung.